# Солярис (виноград)
Солярис (нем. Solaris) — технический (винный) сорт винограда, используемый для производства белых вин в Центральной и Северной Европе. Несмотря на то, что сорт выведен с использованием разных видов винограда, он не считается гибридным.

## Происхождение
Сорт был получен Норбертом Беккером в 1975 году во Фрайбургском государственном институте виноградарства скрещиванием Мерцлинг × Gm 6493 (Заря севера × Мускат Оттонель). Основной целью было создание устойчивого к болезням и климату раннесозревающего сорта, демонстрирующего высокие ароматические и вкусовые свойства.
Родительский сорт Gm 6493 был выведен чехословакцим селекционером, профессором Вилемом Краусом в 1964 году. Краус передал саженцы доктору Гельмуту Беккеру, который тогда работал в Гайзенхаймском институте садоводства и виноградарства. Гельмут Беккер быстро распознал потенциал нового сорта и провёл дальнейшую селекционную работу. Ошибочно считалось, что Gm 6493, это Саперави северный × Мускат Оттонель, но генетические исследования, проведённые в 2003 году Фолькером Йоргером (нем. Volker Joerger) позволили установить настоящие родительские сорта.
Из-за присутствия среди родителей гибридного сорта Заря севера (Виноград амурский × Маленгр ранний), Солярис тоже должны были бы классифицировать, как гибридный сорт, но в результате усилий[когда?][каких?] селекционеров[кого?] он был зарегистрирован, как сорт культурного винограда. Законы Европейского Союза накладывают ограничения[какие?] на производство вина из гибридных сортов, и классификация Соляриса, как гибридного сорта, серьёзно затруднила бы его распространение по Европе. 
Солярис зарегистрирован, как селекционное достижение в 2001 году. Название происходит от латинского слова solaris, что в переводе на русский значит солнечный.

## География

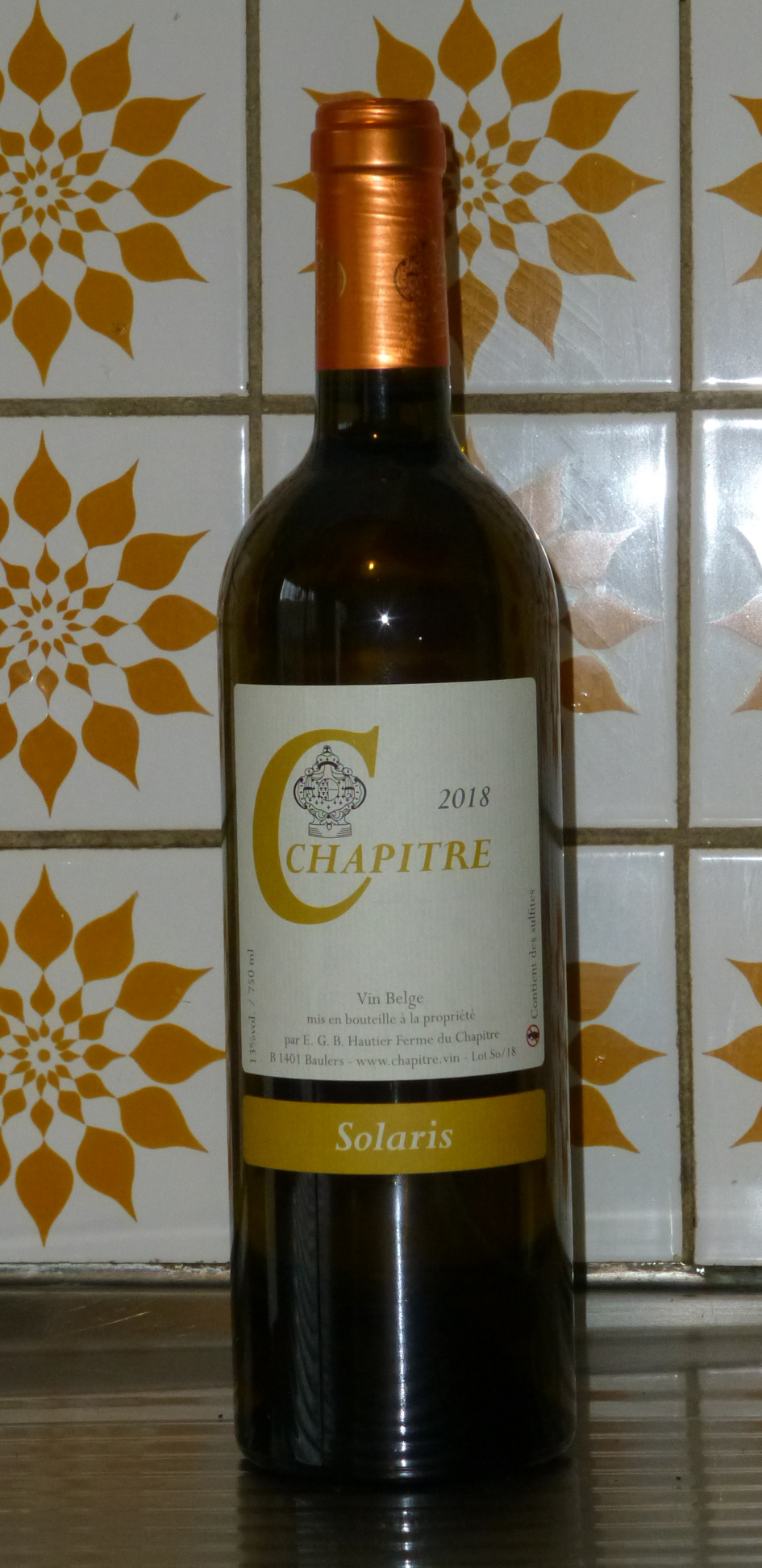
Вино из Бельгии, произведённое из сорта Солярис.

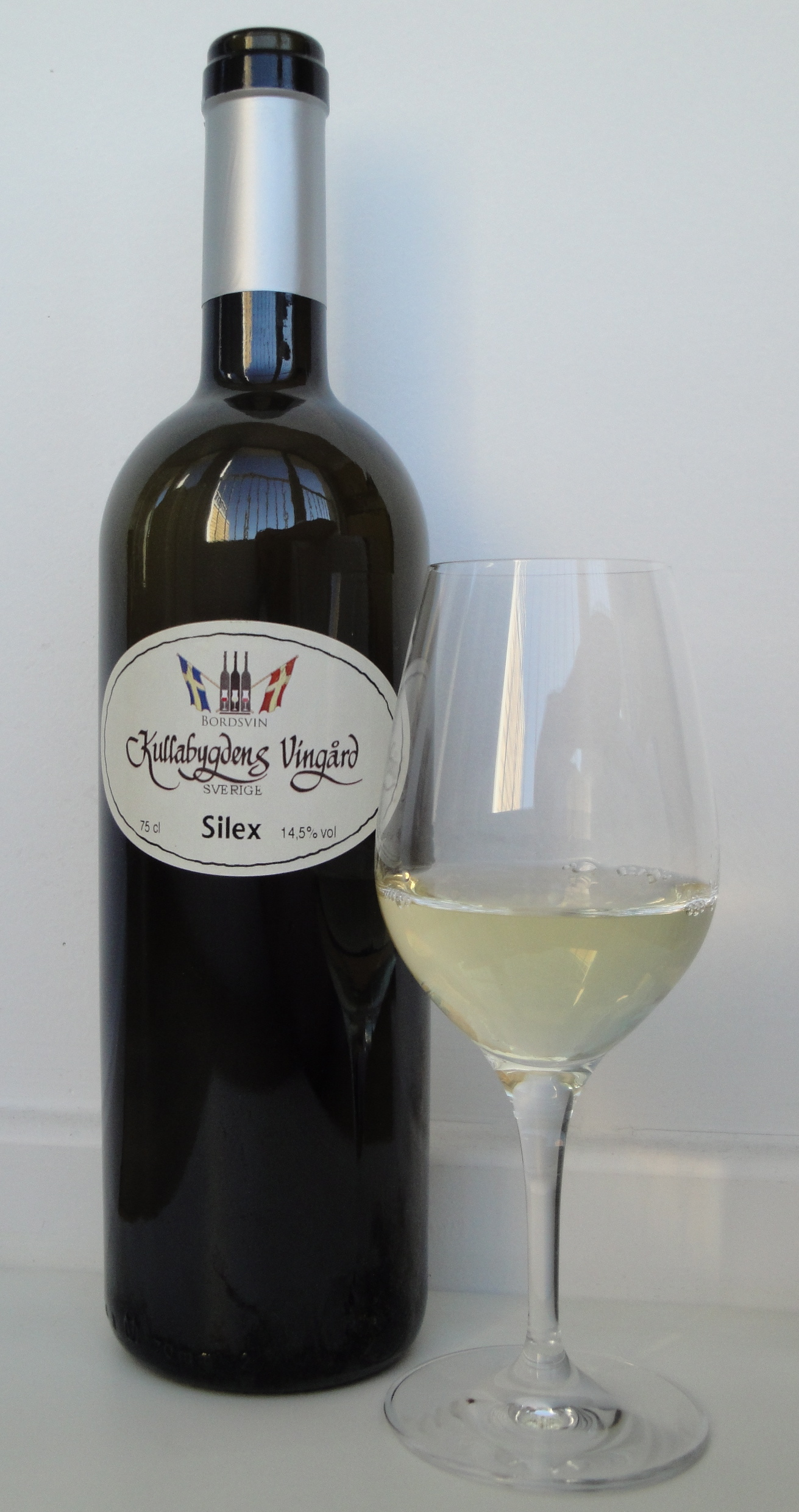
Вино из Швеции, произведённое из сорта Солярис.

Благодаря своим свойствам, сорт культивируется в Центральной и Северной Европе - в Бельгии, Великобритании, Германии, Голландии, Дании, Норвегии, Польше, Чехии, Швеции, Швейцарии. Даже в очень северных территориях он успевает сформировать кондиционный урожай.
В России сорт культивируется на любительском уровне. Несмотря на свою перспективность, он не зарегистрирован в Госреестре сортов.

## Потомки
Солярис является предком для некоторых современных сортов.
- Каберне Кантор = Канцлер × Солярис.
- Каберне Кортис = Каберне-совиньон × Солярис.
- Монарх = Солярис × Дорнфельдер.
- Мускарис = Солярис × Мускат белый.

## Основные характеристики
Кусты сильнорослые. Вызревание побегов хорошее.
Листья средние или крупные, тёмно-зелёные, трех- или пятилопастные, сильнорассечённые. Листовая пластина шероховатая. Черешковая выемка лировидная.
Цветок обоеполый.
Грозди средние, цилиндрические.
Ягоды мелкие или средние, округлые или слегка овальные, жёлто-зелёные или жёлто-золотистые. Вкус сортовой, мускатный.
Сорт сверхраннего периода созревания. Полное созревание наступает в конце августа или начале сентября при сумме активных температур 2200°- 2300°С.
Урожайность 80-110 ц/га.
Устойчивость против грибных заболеваний хорошая. Устойчивость к мильдью, серой гнили, и к оидиуму хорошая.
Морозоустойчивость высокая, выдерживает зимнее понижение температуры до -30°С.

## Применение
Сорт позволяет производить полнотелые высококачественные белые вина, с фруктовым букетом, тонами ананасов, цитрусовых и лесных орехов. Вина производятся, как моносортовые, так и купажные (Солярис + Рислинг, Солярис + Пино-блан). 
В силу своей устойчивости к болезням, сорт позволяет делать органические, натуральные и биодинамические вина. Сорт хорошо подходит для производства соломенных и ледяных вин.
Солярис, благодаря своей высокой сахаристости, можно употреблять как столовый сорт винограда.